# Lux Guyer
Lux Guyer, eigentlich Louise Guyer, (* 20. August 1894 in Zürich; † 26. Mai 1955 ebenda) war die erste selbständig arbeitende Schweizer Architektin. Bekannt wurde sie als leitende Architektin der Schweizerischen Ausstellung für Frauenarbeit, SAFFA, im Jahre 1928 in Bern. Zu ihren wichtigen Werken zählen die 1927 gebaute Wohnkolonie im Lettenhof in der Stadt Zürich für alleinstehende, berufstätige Frauen und das SAFFA-Haus.

## Leben
Guyer wurde als Tochter eines Primarlehrers in Zürich geboren und wuchs mit zwei Schwestern auf. Sie absolvierte die Höhere Töchterschule der Stadt Zürich (die jetzige Kantonsschule Hohe Promenade KSHP) und besuchte 1916/17 Kurse für Innenarchitektur bei Wilhelm Kienzle an der Kunstgewerbeschule Zürich und war 1917/18 Fachhörerin am Polytechnikum (ETH Zürich). Weshalb sie sich nicht an der ETH immatrikulierte, ist nicht bekannt. Nebenbei arbeitete sie als Teilzeitmitarbeiterin im Büro von Gustav Gull in Zürich.
Von 1918 bis 1924 erweiterte sie ihr architektonisches Wissen und Können auf Studienreisen nach Paris, Florenz, Berlin (im Büro der ersten deutschen promovierten Architektin Marie Frommer) und London. Sie eröffnete 1924 in der Schweiz ein eigenes Architekturbüro und ist die bekannteste der selbständigen Schweizer Architektinnen des frühen 20. Jahrhunderts.
1930 heiratete Guyer den ETH-Bauingenieur Hans Studer und wurde Mutter eines Sohnes (Urs, 1933). Trotz der Krise nach dem Zweiten Weltkrieg führte sie das Architekturbüro unter ihrem Namen weiter.
Nach ihrem Tod 1955 übernahm ihre Nichte Beate Schnitter (1929–2023) das Büro.

Bauten
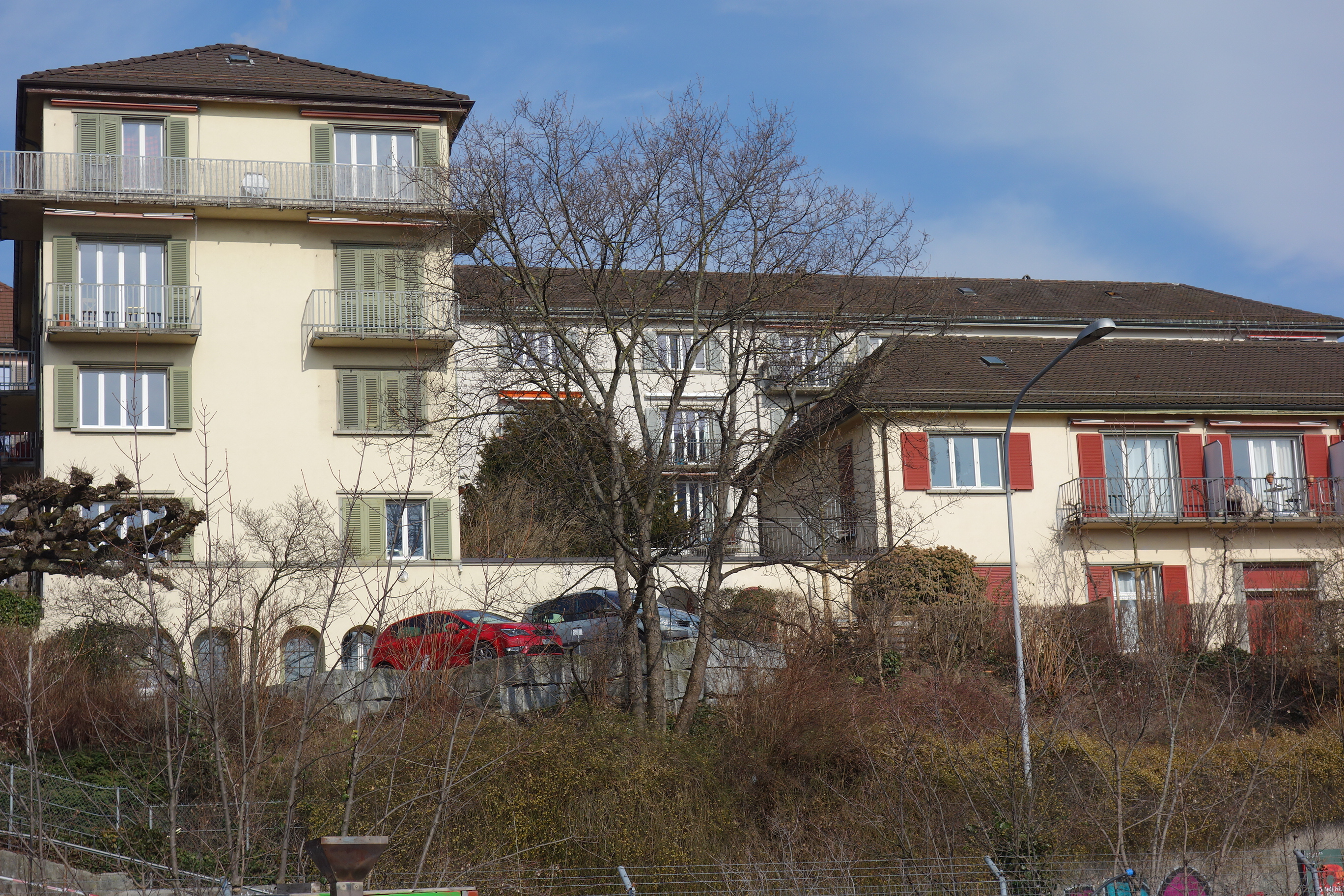
Lettenhof West, Wohnkolonie für alleinstehende, berufstätige Frauen, 1926
Schweizerische Ausstellung für Frauenarbeit SAFFA, Bern, 1928, Foto: Walter Mittelholzer
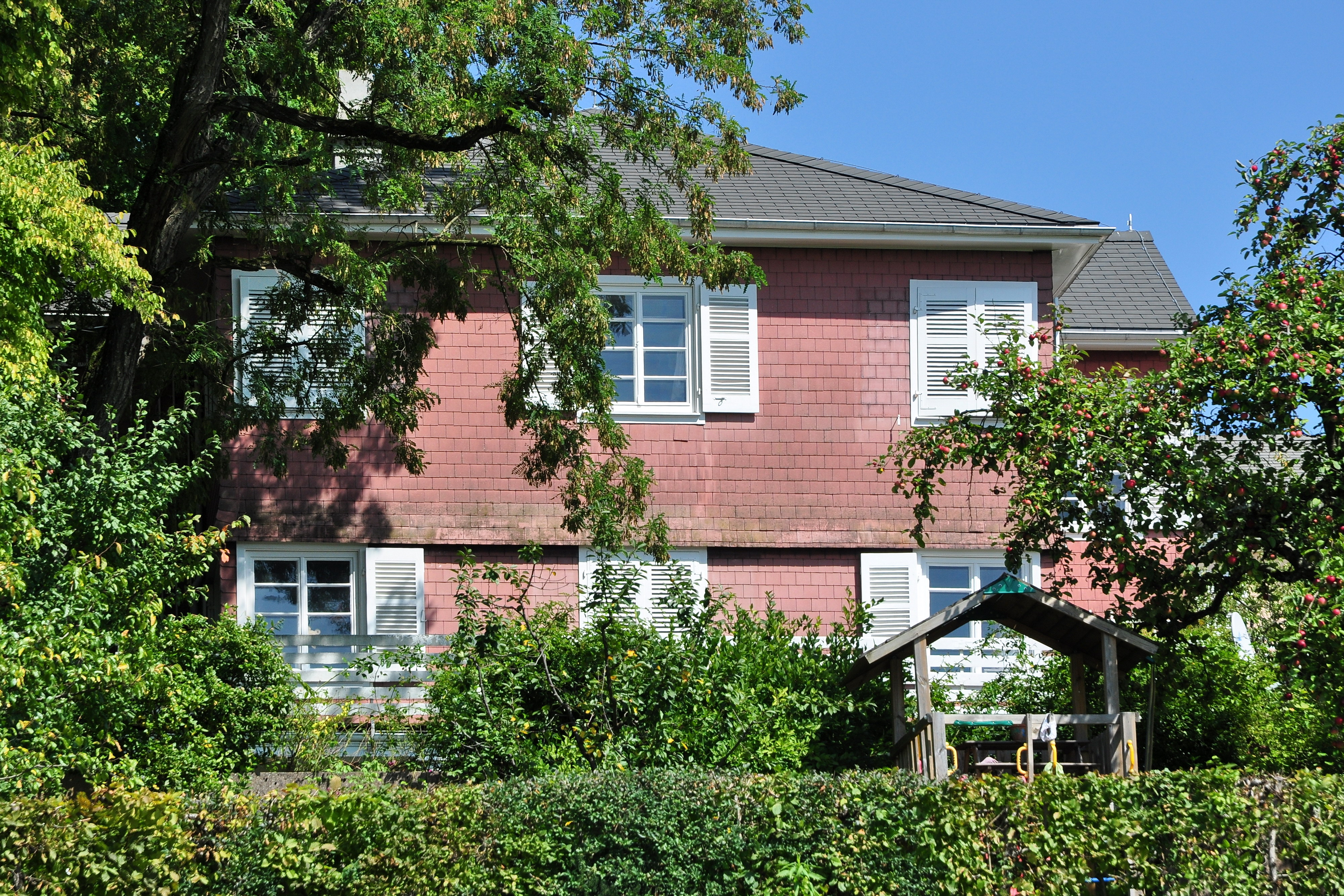
Lux Guyers Eigenheim «Sunnebüel», Am Itschnacherstich 1, Küsnacht-Itschnach, 1928/29
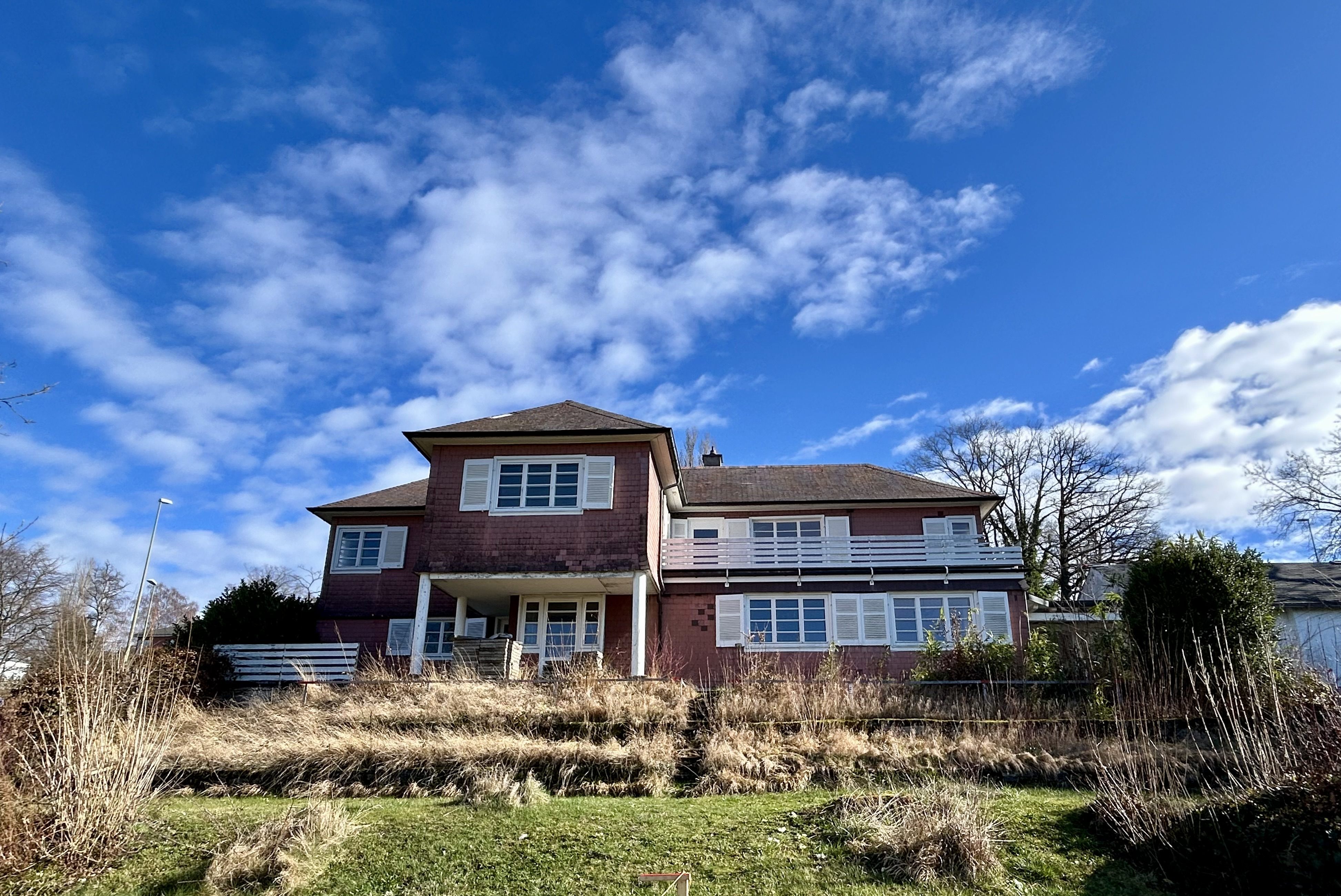
«Haus Mendel», 1931, Küsnacht Itschnach
Susenbergstrasse Nr. 101 in Fluntern, Zürich, circa 1937

## Werk
Zu Guyers Werken gehören sowohl private Einfamilienhäuser wie städtische Siedlungsbauten, Wohnheime, beispielsweise 1926/27 die Frauenwohnkolonie Lettenhof für alleinstehende, berufstätige Frauen oder 1927/28 das Studentinnenheim Fluntern, und Wohnhäuser in Vorortslage. Guyer war 1928 leitende Architektin der Schweizerischen Ausstellung für Frauenarbeit, SAFFA in Bern und schuf das Holzfertighaus SAFFA-Haus. Einen gewichtigen Teil ihrer Bauten realisierte sie zwischen 1925 und 1935, dem Jahrzehnt, in dem die klassische Moderne ihren Höhepunkt erreichte. Nach 1935 baute sie traditionellere und handwerklichere Häuser. Guyers Eigenheim in Küsnacht, das «Sunnebüel», ist heute ein Schutzobjekt von nationaler Bedeutung.
«Lux Guyer war eine Architektin, der es um Modernität im Sinne der Freiheit von gesellschaftlichen und kulturellen Vorurteilen, um Freiheit von einengenden Dogmen gleich welcher Art ging.» Selbst für ihre Zeit waren die Bauten durchaus unkonventionell und mussten beispielhaft bewohnt werden, bevor sie Käufer fanden. Guyers Architektur war anti-repräsentativ und nicht-hierarchisch, sie war eine Collage unterschiedlicher Module. Die Räume sind locker verbunden, oft mehrfach erschlossen und können damit verschiedene Funktionen erfüllen, ohne unbestimmt zu bleiben. Lichtführung und Blickachsen spielen eine zentrale Rolle, ebenso die ganz bewusste, variantenreiche Gestaltung der Oberflächen und Farben, der Fussböden, Wände und Decken. «Diese beiden Kriterien – Atmosphäre und Beweglichkeit – scheinen den Kern dessen auszumachen, was Lux Guyer als ihren Zugang zum modernen Wohnen […] begriff.»
Lux Guyers architektonisches Werk sei absolut prägend für die Wohnkultur und die lokale Identität aller Goldküstengemeinden, sagt Emanuel Christ, der an einer Renovation des Guyer-Hauses «Obere Schiedhalde» beteiligt war. Sie habe die bürgerliche Häuslichkeit der Moderne geprägt. «Guyer kann aber nicht nur als Ikone der schweizerischen Architektur, sondern auch als Vorkämpferin für Gleichberechtigung betrachtet werden», führt Christ aus, weil sie ein selbständiges Frauenleben repräsentierte.

## Ehrungen

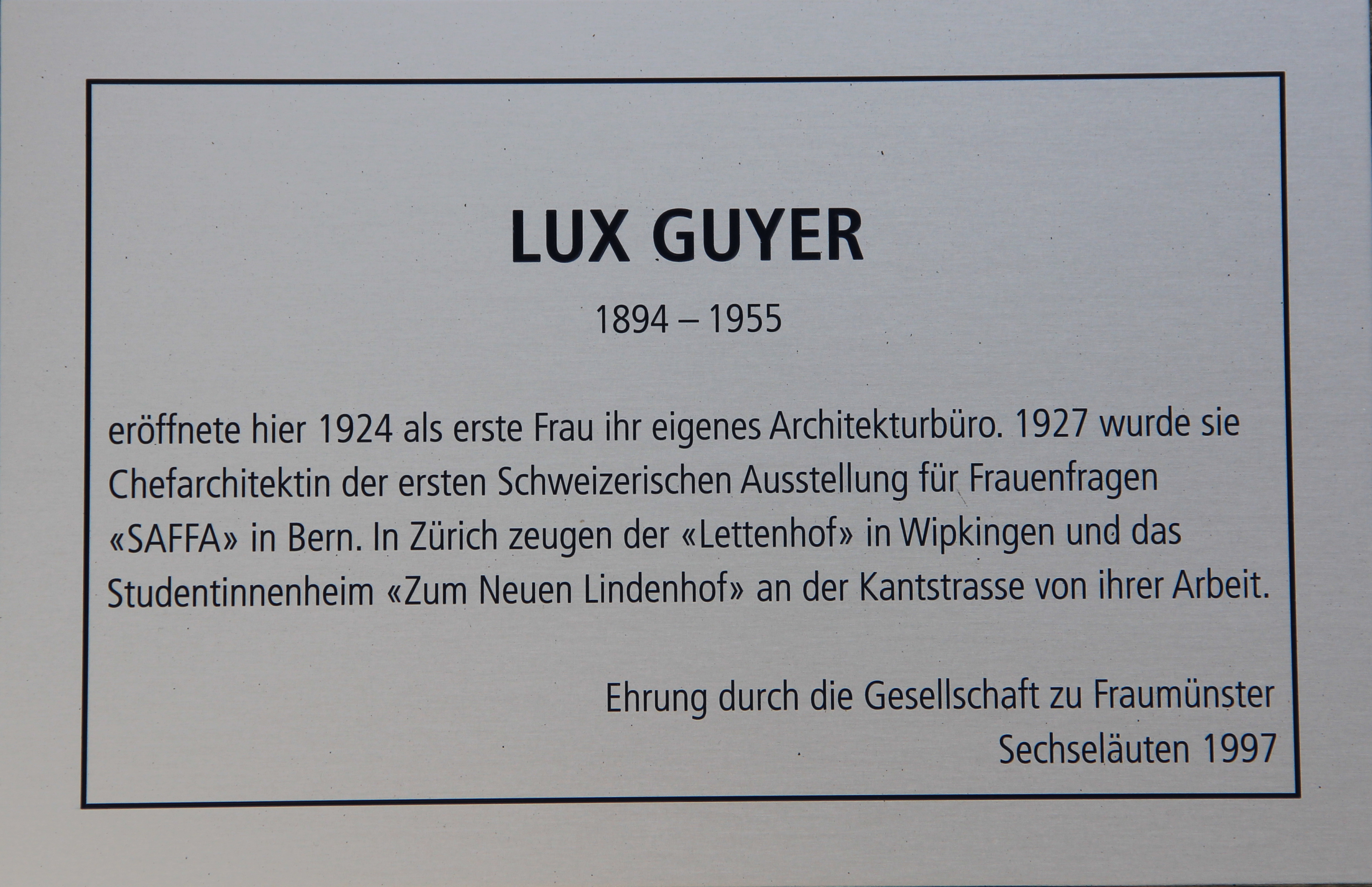
Lux Guyer Gedenktafel, Bahnhofstrasse 71, Zürich

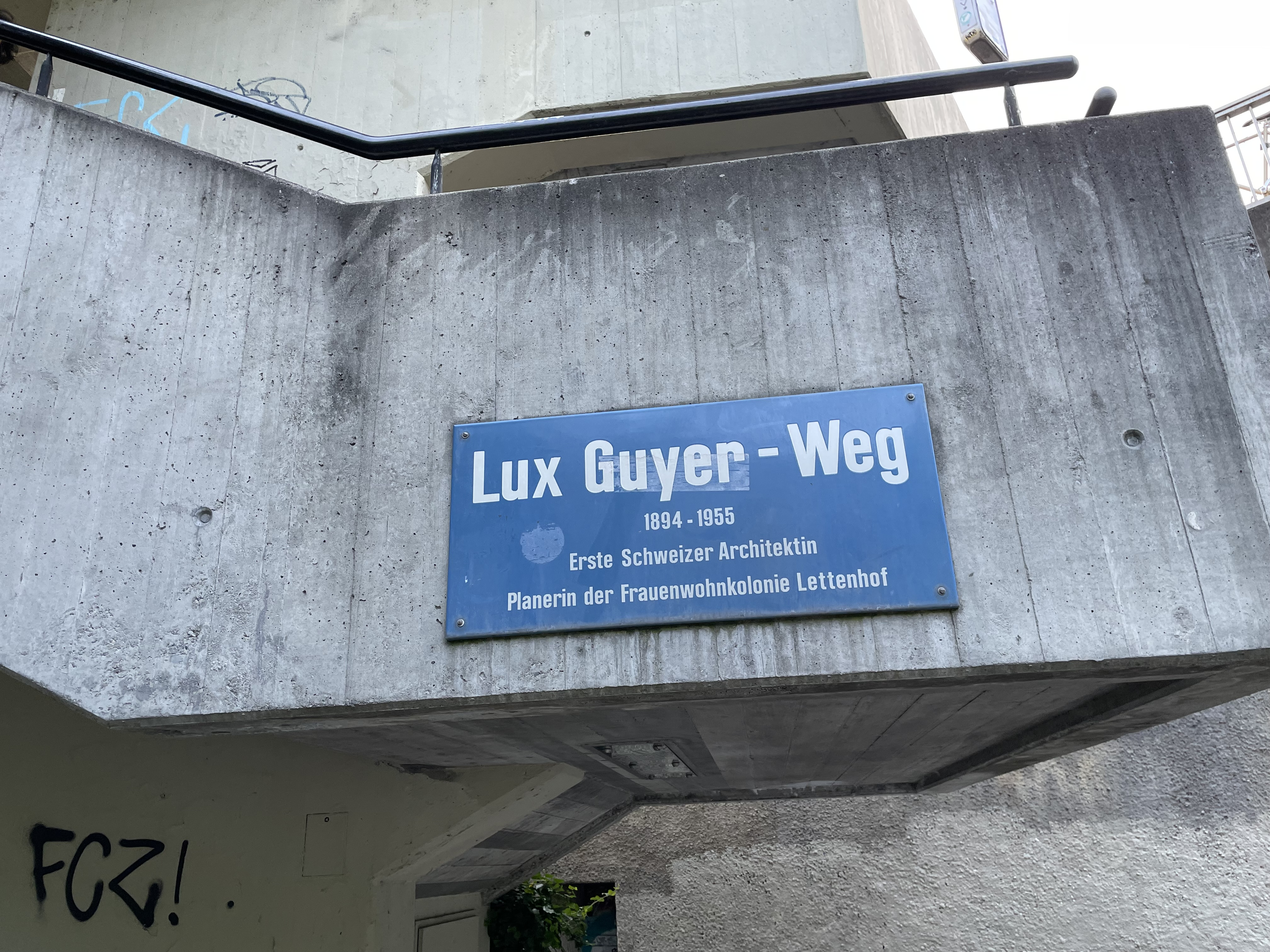
Lux Guyer-Weg in Zürich

- 1995 wurde der Lux Guyer-Weg im Zürcher Quartier Unterstrass, der von der Kornhausbrücke zum Jugendkulturhaus Dynamo entlang der Limmat führt, nach ihr benannt.
- Lux Guyer wurde für ihr Schaffen anlässlich des Sechseläutens 1997 von der Gesellschaft zu Fraumünster geehrt. Eine Gedenktafel befindet sich an der Bahnhofstrasse 71 in Zürich.
- Am 14. Juni 2011 wurde der zentrale Verkehrskreisel der Gemeinde Muttenz nach der Schweizer Architekturpionierin neu Lux Guyer-Kreisel benannt.[13]

## Schriften
- Autobiografie, in: Elga Kern (Hrsg.): Führende Frauen Europas. In 25 Selbstschilderungen. Neue Folge. E.Reinhardt, München 1930, S. 64–69.

## Ausstellung
- 1985: Lux Guyer, Schweizerisches Architekturmuseum Basel, 2. Februar bis 10. März 1985[14]

## Film
- Frauen Bauen – Schweizer Architektinnen, Regie: Renate Münzel, Zürich 2006[16]